# Lions Air Group

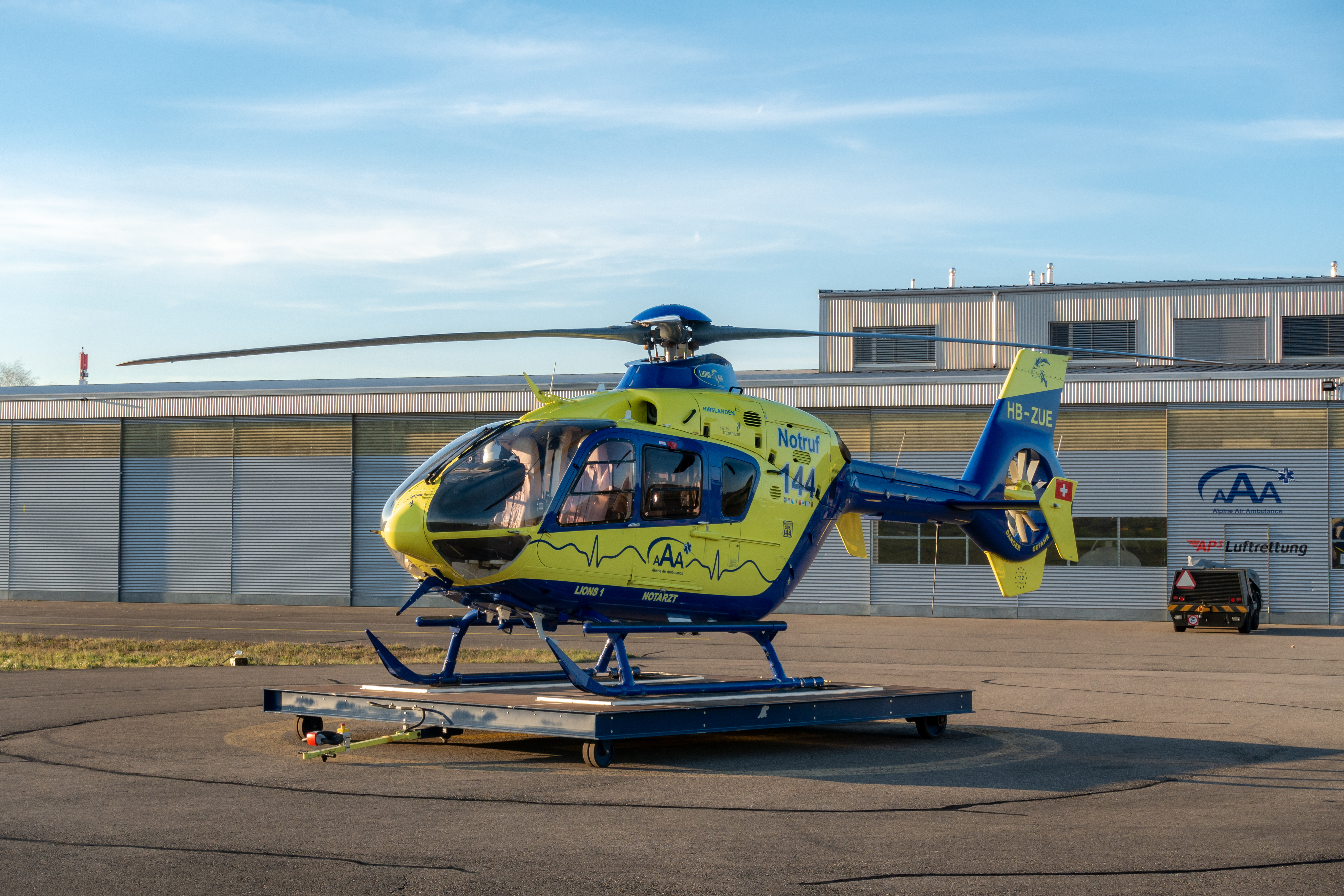
Rettungshubschrauber der Lions Air Group AG am Flugplatz Birrfeld (Funk Rufzeichen Lions 1; Registrierung HB-ZUE)

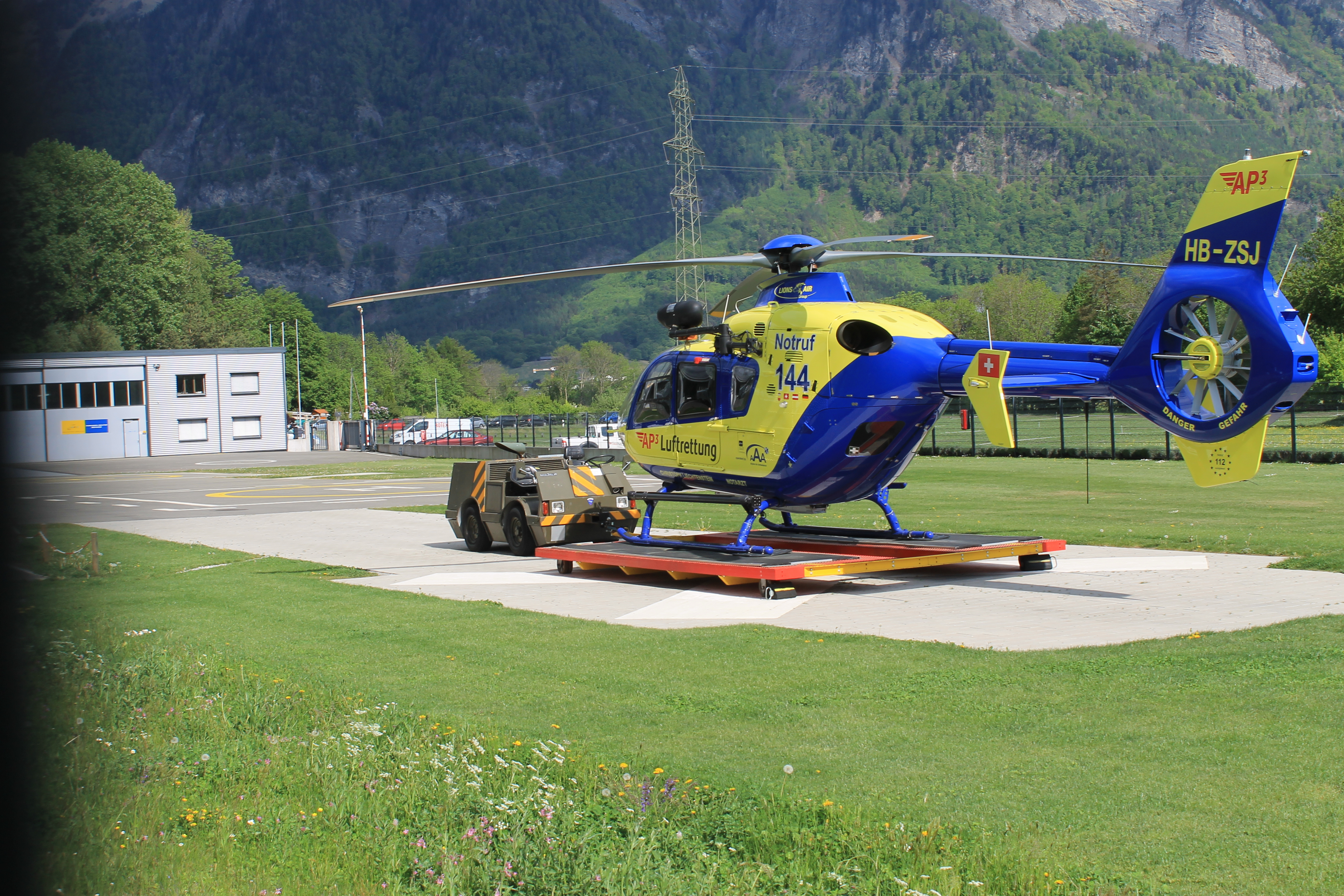
Die Lions Air Group AG stellt den Hubschrauber der Rettungsbasis Balzers im Fürstentum Liechtenstein (Funk Rufzeichen Christoph Liechtenstein) und seine Besatzung.

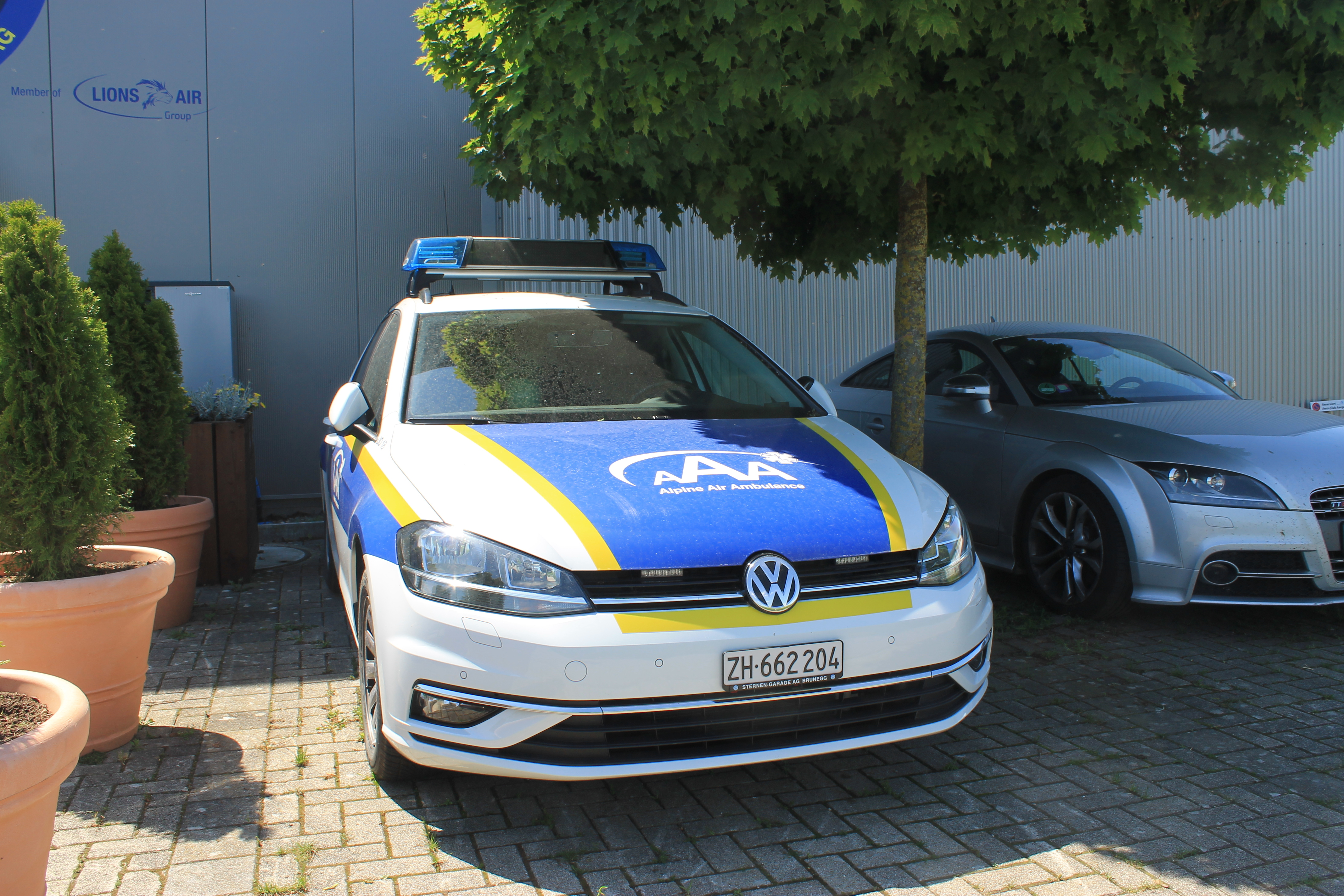
Notarzteinsatzfahrzeug der Lions Air Group in Birrfeld

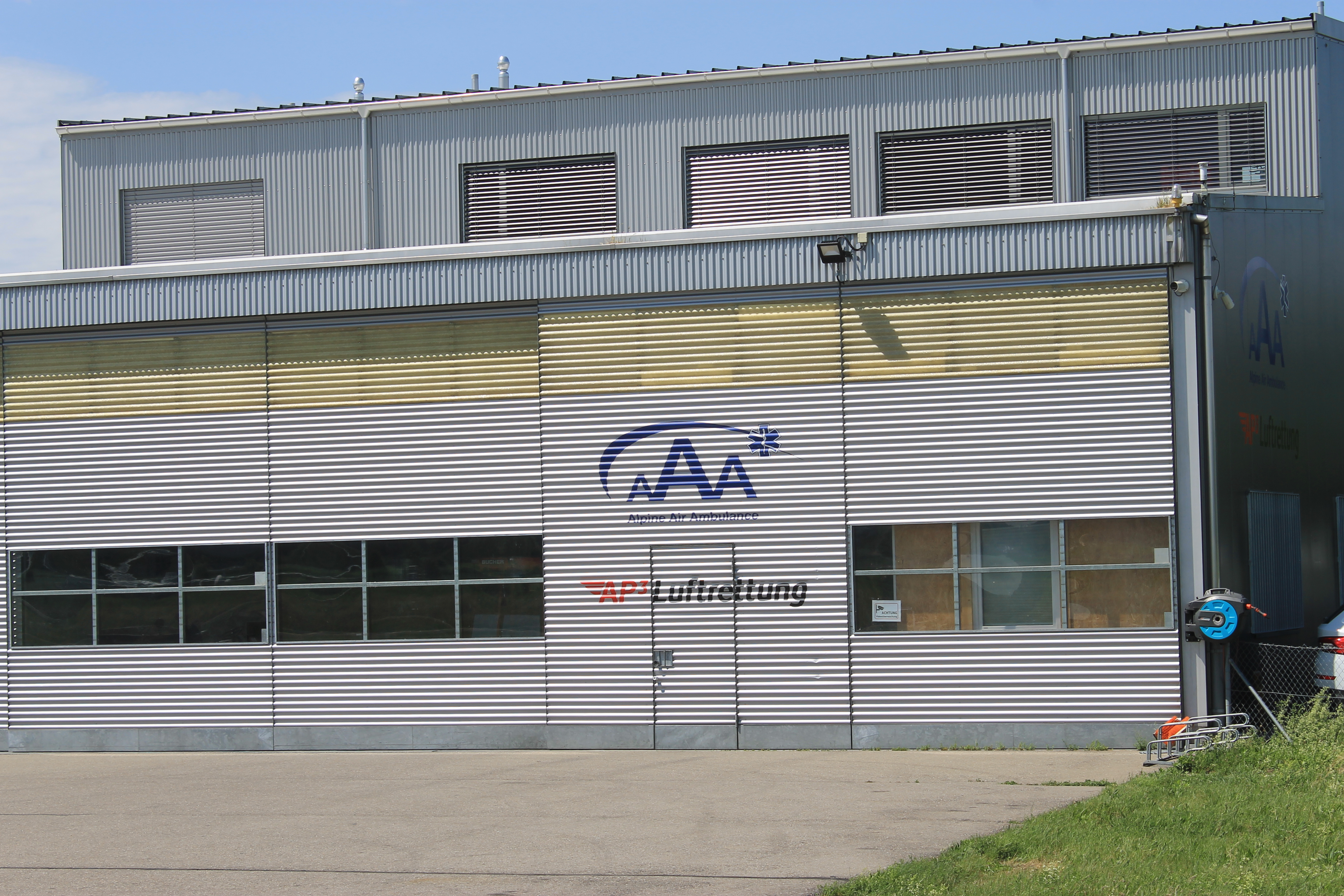
Hangar der Lions Air Group AG in Birrfeld

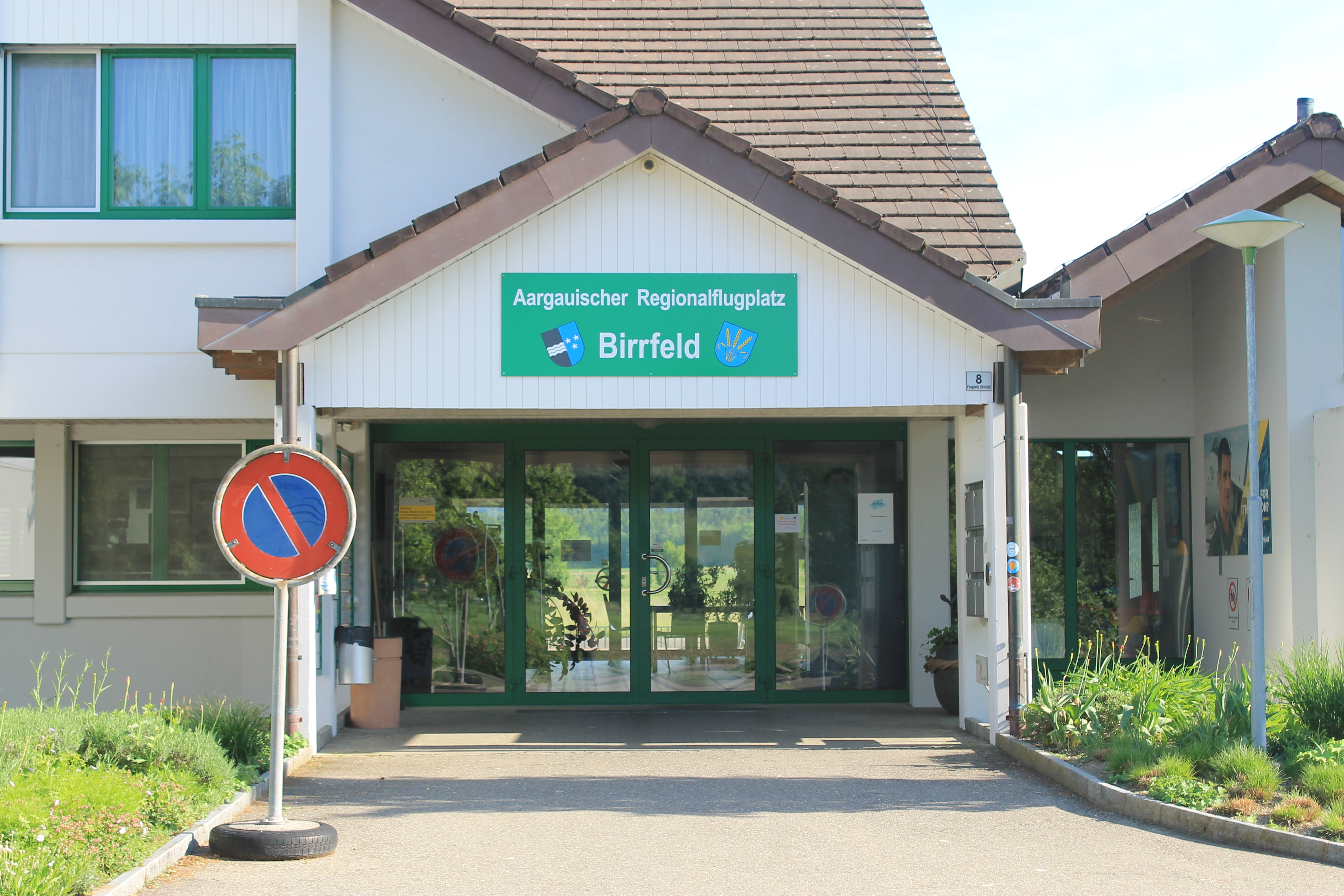
Eingang des Regionalflugplatz Birrfeld. Die Lions Air Group ist am Restaurant «Cockpit» beteiligt.

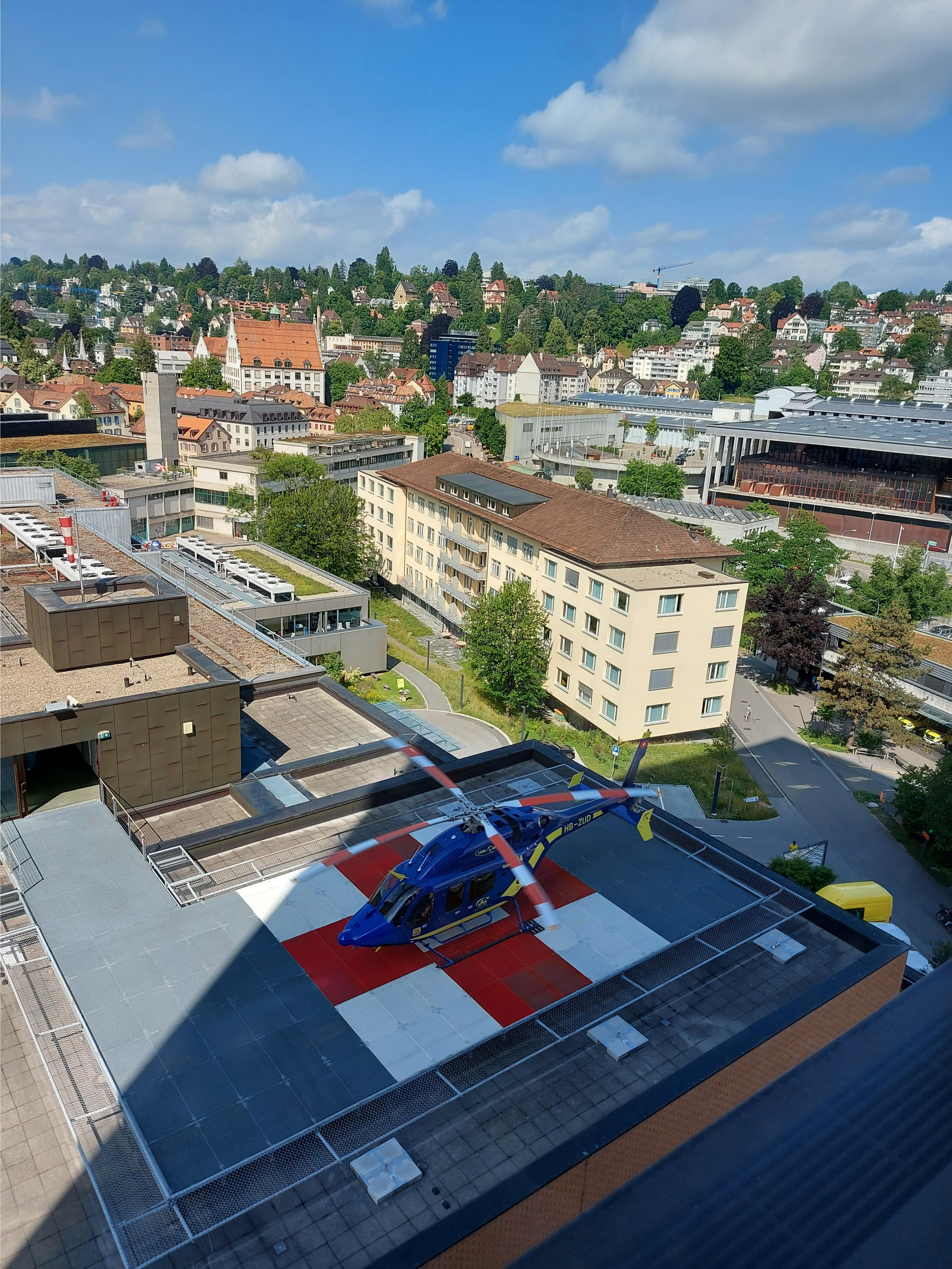
HB-ZUD eine Bell 429 auf dem Landeplatz Kantonsspital St. Gallen

Die Lions Air Group AG ist eine Schweizer Holdinggesellschaft mit Sitz in Wollerau im Kanton Schwyz, deren Tochtergesellschaften vorwiegend in der Luftfahrt tätig sind. Die Unternehmensgruppe beschäftigt 300 Personen, davon 110 bei der Tochtergesellschaft AAA Alpine Air Ambulance. Im Jahr 1987 gründete der damalige Rega-Pilot Jürg Fleischmann die Lions Air AG. Dies legte die Basis für die heutige Lions Air Group AG, die im Jahr 2008 durch den Zusammenschluss mehrerer bestehender Firmen gebildet wurde.

## Aktivitäten
Die Unternehmensgruppe verfügt über Standorte in Balzers (Liechtenstein), Bern, Birrfeld (Kanton Aargau), San Vittore (bei Bellinzona) sowie in Andorra, Cannes, Feldkirch und London. Die Lions Air Group AG betreibt durch die Tochterfirma AAA Alpine Air Ambulance AG Rettungshubschrauber-Stützpunkte in Balzers und Birrfeld und ist via Sanitätsnotrufzentrale 144 eingebunden in die öffentlichen Rettungsnetze der Kantone AG, SO, ZH, SH, SZ, ZG, BL, BS, LU, OW, NW, UR, GR, SG, AR, AI, TG, GL, Vorarlberg, (A), dem Fürstentum Liechtenstein, über alle Integrierten Leitstellen 112 im Allgäu, dem südlichen Teil von Baden-Württemberg (WT, LÖ, FR, VS, KN, OG, RW, FN, EM, TUT, sowie der Zentrale Koordinierungsstelle für Intensivtransport in Baden-Württemberg (ZKS).
Neben den Hubschraubern werden auch Flugzeuge und bodengebundene Rettungsmittel wie Kranken- und Rettungswagen sowie zwei Notarzteinsatzfahrzeugen(NEF) betrieben.
Zusätzlich zum Rettungsdienst und Krankentransport ist die Gesellschaft auch in den Bereichen Passagiertransport mit Flugzeugen und Helikoptern, VIP Business- und Event-Sonderflüge, Film- und Multimedia-Produktionen und im Bereich Wireless Video Relay Lösungen tätig. Die Lions Air Group AG betreibt eine Flotte von zwölf Hubschraubern, drei Flugzeugen und fünfzehn Rettungsfahrzeuge (Krankenwagen und Rettungswagen).

## Unternehmensstruktur
Tochtergesellschaften
- European Firecats (Joint Venture mit Heli Austria) zur Bekämpfung von Feuer mit Airbus AS332 Super Puma Helikopter
- Lions Air Skymedia AG[2] (Fluggesellschaft mit den Markennamen Lions Air, betreibt Flugzeuge und Helikopter, entstand im Jahre 2016 als die Skymedia AG und die Lions Air AG fusionierten.)
- AAA Alpine Air Ambulance AG[3] (Flugambulanzunternehmen)
- Skyair Aircraft Maintenance GmbH[4] (Reparatur und Instandhaltung von Luft- und Raumfahrzeugen)
- IP skyEmotions Airtistic AG[5] (Filmproduktionsfirma mit den Markennamen skyEmotions)

Beteiligungen
- Unabhängige Stiftung AP3 Luftrettung Liechtenstein
- Restaurant Cockpit Birrfeld AG[6] (ein gemeinsames Unternehmen des Regionalverbands Aargau des Aero-Clubs der Schweiz, der R.T. Gastro AG und der Lions Air Group AG)
- Viasuisse AG[7] (Der Bereich Verkehrsinformation der skymedia, traffix, wurde 2003 in die Viasuisse eingebracht, wobei die Lions Air Group-Tochterfirma heute als einer der vier Aktionäre an der Viasuisse beteiligt ist.)

## AAA Alpine Air Ambulance
Die AAA Alpine Air Ambulance (kurz: AAA) betreibt Rettungshubschrauber-Stützpunkte in Balzers und Birrfeld und ist seit 2013 in den öffentlichen Rettungsdienst eingebunden. Via Sanitätsnotrufzentrale 144 in die Rettungsnetze der Kantone AG, SO, ZH, SH, SZ, ZG, BL, BS, LU, OW, NW, UR, GR, SG, AR, AI, TG, GL, Vorarlberg, (A), dem Fürstentum Liechtenstein, über alle Integrierten Leitstellen 112 im Allgäu, dem südlichen Teil von Baden-Württemberg (WT, LÖ, FR, VS, KN, OG, RW, FN, EM, TUT, sowie der Zentrale Koordinierungsstelle für Intensivtransport in Baden-Württemberg (ZKS) 144 Daneben führt sie sämtliche Organtransporte für die Swisstransplant durch. Die Hubschrauber mit den Funkrufzeichen «Lions 1» und «Lions 3» operieren auch im angrenzenden Deutschen Ausland. Ursprünglich war die AAA als ein Joint Venture der Lions Air Group AG und dem Touring Club Schweiz kurz TCS gegründet worden. Der TCS hielt 49 % der Anteile und die Hubschrauber und Fahrzeuge waren mit «TCS Ambulance» beschriftet. Doch der Touringclub Schweiz stieg Ende 2015 aus dem Geschäft des Rettungs und des Krankentransports wieder aus. Trotz des Ausstiegs des TCS wurden die Rettungaktivitäten bei der AAA belassen. Seit Ende 2018 betreibt die AAA im Auftrag der «AP³ Luftrettung», einem Joint Venture der AAA, der DRF und der Flugrettung des Österreichischen Roten Kreuzes, kurz ARA, den Rettungshubschrauber Stützpunkt Balzers in Liechtenstein. Die AP³ Luftrettung wurde per Ende 2023 in die unabhängige Stiftung AP³ Luftrettung Liechtenstein überführt. Der in Balzers stationierte Rettungshelikopter Christoph Liechtenstein sowie das im Juni 2023 in Betrieb genommene Notarzteinsatzfahrzeug NEF werden weiterhin durch die AAA Alpine Air Ambulance betrieben.

## Flotte
Die Flugzeugflotte der Lions Air Group besteht im Juli 2025 aus einer Dassault Falcon 8X, einem Bombardier Global 7500, einem Bombardier Challenger 604.
Die Hubschrauberflotte besteht aus zwei Bell 429, vier Airbus H135, drei Airbus AS332 Super Pumas, zwei AgustaWestland AW139 sowie einem Airbus H160.